# Chevreaux
Pour l’article ayant un titre homophone, voir Chevreau.
Chevreaux est une commune française située dans le département du Jura, dans la région culturelle et historique de Franche-Comté et la région administrative Bourgogne-Franche-Comté.

## Géographie
Chevreaux fait partie du Revermont.

### Climat
Pour des articles plus généraux, voir Climat de la Bourgogne-Franche-Comté et Climat du département du Jura.
En 2010, le climat de la commune est de type climat de montagne, selon une étude du Centre national de la recherche scientifique s'appuyant sur une série de données couvrant la période 1971-2000. En 2020, Météo-France publie une typologie des climats de la France métropolitaine dans laquelle la commune est exposée à un climat semi-continental et est dans une zone de transition entre les régions climatiques « Bourgogne, vallée de la Saône » et « Jura ». 
Pour la période 1971-2000, la température annuelle moyenne est de 9,7 °C, avec une amplitude thermique annuelle de 16,8 °C. Le cumul annuel moyen de précipitations est de 1 319 mm, avec 13,2 jours de précipitations en janvier et 8,9 jours en juillet. Pour la période 1991-2020, la température moyenne annuelle observée sur la station météorologique de Météo-France la plus proche, « Pimorin », sur la commune de Pimorin à 8 km à vol d'oiseau, est de 10,0 °C et le cumul annuel moyen de précipitations est de 1 517,6 mm. 
La température maximale relevée sur cette station est de 39 °C, atteinte le 12 août 2003 ; la température minimale est de −26,5 °C, atteinte le 20 décembre 2009,,. 
Les paramètres climatiques de la commune ont été estimés pour le milieu du siècle (2041-2070) selon différents scénarios d'émission de gaz à effet de serre à partir des nouvelles projections climatiques de référence DRIAS-2020. Ils sont consultables sur un site dédié publié par Météo-France en novembre 2022.

## Urbanisme

### Typologie
Au 1er janvier 2024, Chevreaux est catégorisée commune rurale à habitat très dispersé, selon la nouvelle grille communale de densité à sept niveaux définie par l'Insee en 2022.
Elle est située hors unité urbaine. Par ailleurs la commune fait partie de l'aire d'attraction de Lons-le-Saunier, dont elle est une commune de la couronne,. Cette aire, qui regroupe 139 communes, est catégorisée dans les aires de 50 000 à moins de 200 000 habitants,.

### Occupation des sols
L'occupation des sols de la commune, telle qu'elle ressort de la base de données européenne d’occupation biophysique des sols Corine Land Cover (CLC), est marquée par l'importance des forêts et milieux semi-naturels (63,9 % en 2018), une proportion sensiblement équivalente à celle de 1990 (63,1 %). La répartition détaillée en 2018 est la suivante : 
forêts (63,9 %), prairies (18,8 %), zones agricoles hétérogènes (13,7 %), terres arables (3,7 %). L'évolution de l’occupation des sols de la commune et de ses infrastructures peut être observée sur les différentes représentations cartographiques du territoire : la carte de Cassini (XVIIIe siècle), la carte d'état-major (1820-1866) et les cartes ou photos aériennes de l'IGN pour la période actuelle (1950 à aujourd'hui).

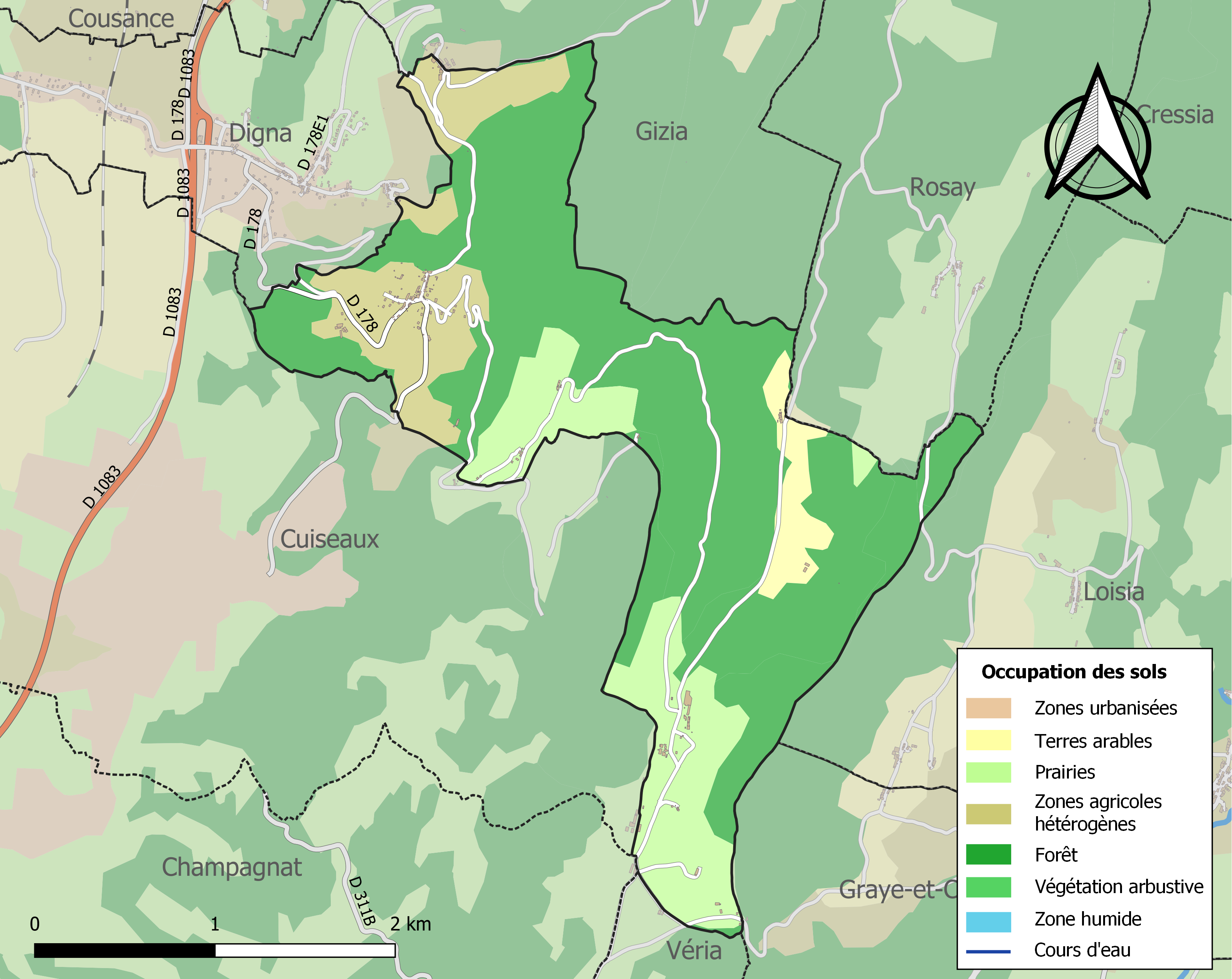
Carte des infrastructures et de l'occupation des sols de la commune en 2018 (CLC).

## Histoire
1850 : les Sœurs de la Présentation de Marie de Châtel, congrégation fondée à Arinthod (Jura) par l'abbé Joseph-Marie-Felix Perray, transférée au château de Chagny (Saône-et-Loire) en 1833, s'installent sur le territoire de la commune, à Châtel, entre Chevreaux et Gizia.

## Politique et administration
| Période   | Période   | Identité          | Étiquette | Qualité     |
| --------- | --------- | ----------------- | --------- | ----------- |
|           | mars 2008 | Jacques Burtin    |           |             |
| mars 2008 | mars 2014 | Véronique Pernot  |           |             |
| mars 2014 | En cours  | Bernard Broissiat | DVD       | Agriculteur |

## Démographie
L'évolution du nombre d'habitants est connue à travers les recensements de la population effectués dans la commune depuis 1793. Pour les communes de moins de 10 000 habitants, une enquête de recensement portant sur toute la population est réalisée tous les cinq ans, les populations de référence des années intermédiaires étant quant à elles estimées par interpolation ou extrapolation. Pour la commune, le premier recensement exhaustif entrant dans le cadre du nouveau dispositif a été réalisé en 2006.

En 2022, la commune comptait 126 habitants, en évolution de +4,13 % par rapport à 2016 (Jura : −0,81 %, France hors Mayotte : +2,11 %).
| 1793 | 1800 | 1806 | 1821 | 1831 | 1836 | 1841 | 1846 | 1851 |
| ---- | ---- | ---- | ---- | ---- | ---- | ---- | ---- | ---- |
| 469  | 502  | 463  | 382  | 410  | 368  | 364  | 353  | 312  |

| 1856 | 1861 | 1866 | 1872 | 1876 | 1881 | 1886 | 1891 | 1896 |
| ---- | ---- | ---- | ---- | ---- | ---- | ---- | ---- | ---- |
| 339  | 316  | 327  | 288  | 343  | 293  | 288  | 275  | 250  |

| 1901 | 1906 | 1911 | 1921 | 1926 | 1931 | 1936 | 1946 | 1954 |
| ---- | ---- | ---- | ---- | ---- | ---- | ---- | ---- | ---- |
| 262  | 242  | 257  | 218  | 234  | 231  | 236  | 217  | 179  |

| 1962 | 1968 | 1975 | 1982 | 1990 | 1999 | 2006 | 2011 | 2016 |
| ---- | ---- | ---- | ---- | ---- | ---- | ---- | ---- | ---- |
| 199  | 196  | 223  | 225  | 168  | 188  | 152  | 138  | 121  |

| 2021 | 2022 | - | - | - | - | - | - | - |
| ---- | ---- | - | - | - | - | - | - | - |
| 127  | 126  | - | - | - | - | - | - | - |

## Lieux et monuments
Sont à voir sur le territoire de la commune :

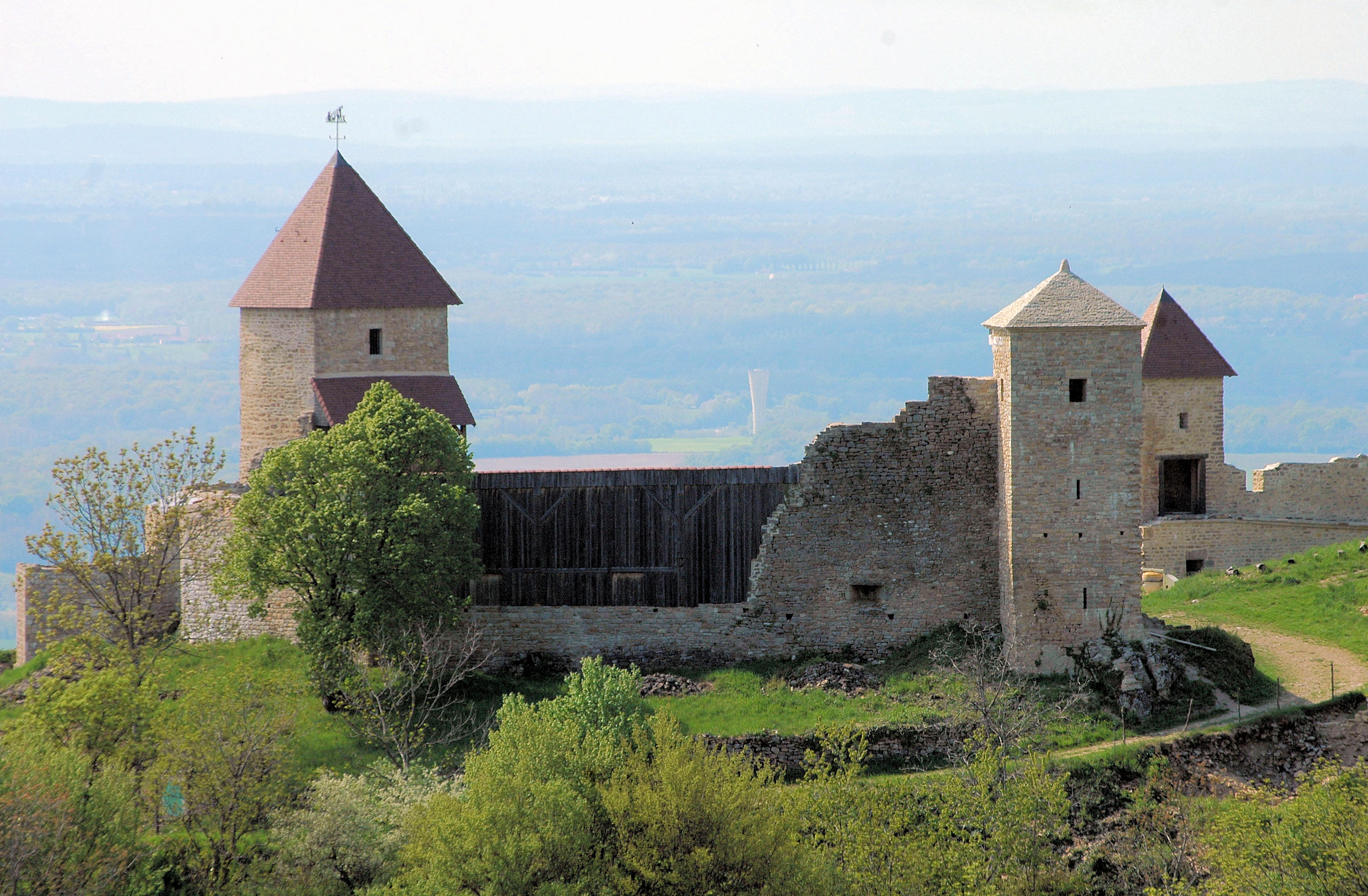
Château de Chevreaux.

- les ruines du château de Chevreaux (depuis 1990, l'association Les Amis de Chevreaux Chatel développe des actions pour la mise en valeur de ce château du Moyen Âge, perché au sommet des premiers contreforts du Jura) ; en avril, juillet et août, des chantiers de jeunes bénévoles permettent à tous de découvrir les techniques et les métiers liés à la sauvegarde du patrimoine : taille de la pierre, maçonnerie à la chaux, etc.) ;
- l'église Saint-François-Xavier ;
- le couvent de Châtel, dans un parc de 80 hectares situé au sommet d'une colline offrant une vue panoramique sur la Bresse et le Revermont, où une congrégation, les Sœurs de la Présentation de Marie, a installé son siège en 1850 (en provenance du château de Chagny), de nos jours lieu d'accueil géré par l'association Châtel-Accueil avec la participation bénévole de religieuses des Sœurs de l'Alliance (10000 nuitées en 2014[18]) ;
- le jardin des Sœurs de la congrégation de la Présentation de Marie, au lieu-dit « Châtel », inscrit à l'IGPC depuis 1995[19].

### Articles de Wikipédia
- Communes du Jura
- Anciennes communes du Jura